# ソリッド銀行
株式会社ソリッド銀行 は ロシア連邦において法人・個人向けのサービスを提供する商業銀行である。

## 歴史
ソリッド銀行は1991年1月、ソ連ジルソツバンク銀行の現地営業所の基にカムチャッカ起業支援商業銀行として設立された。 1996年、閉鎖型株式会社カムチャットビジネスバンクに改称。2004年、閉鎖型株式会社ソリッド銀行に改称。2015年11月、同行の形態は株式会社に変更。2017年7月、同行の本店はカムチャッカからウラジオストクへ移転。
所有者と幹部 
持ち株比率
(有)ソリッド・カマ：46.821526%
澤田ホールディングス株式会社（日本） ：39.999975% 
その他(個人・法人) ：13.173535%
会長：セメルニンV.V.
頭取：フォファノフ・ゲンダディー・ヴィタリエビチ
事業
株式会社ソリッド銀行は個人・法人・国営組織向けのサービス全般を提供する汎用金融機関である。 同行はカムチャッカ地方連邦財務省 の口座を管理している。
本記事用の追加情報
HP:www.solidbank.ru
登録・郵便住所： 690091　ロシア連邦沿海地方ウラジオストク市アドミララ・フォキナ通り25 
預金保険会社 における登録番号：466
ロシア連邦中央銀行の一般許可書第1329号